# برتلو (كامبريدجشير)
برتلو (بالإنجليزية: Bartlow)‏ هي قرية و أبرشية مدنية تقع في المملكة المتحدة في إنجلترا. يقدر عدد سكانها بـ 110 نسمة .